# Santa Cruz de Yojoa
Santa Cruz de Yojoa es un municipio del departamento de Cortés en la República de Honduras.

## Toponimia
Su nombre es en honor a la Santa Cruz del Cristo, figura de la iglesia católica y Yojoa significa en lenca: Agua acumulada.

## Límites
Conforma la Región del Valle de Sula.
| Orientación | Límite                                      |
| ----------- | ------------------------------------------- |
| Norte       | Municipio de Potrerillos, Cortés            |
| Norte       | Municipio de Santa Rita, Yoro               |
| Sur         | Municipio de Meámbar, Comayagua             |
| Sur         | Municipio de Taulabé, Comayagua             |
| Este        | Municipio de La Libertad, Comayagua         |
| Este        | Municipio de Victoria, Yoro                 |
| Oeste       | Municipio de San Francisco de Yojoa, Cortés |
| Oeste       | Municipio de San Antonio de Cortés, Cortés  |
| Oeste       | Municipio de Santa Bárbara, Santa Bárbara   |

Su extensión territorial es de aproximados 733.7 km².  El 5% de la zona territorial se ubica cercana al Lago de Yojoa.

## Historia
Por tradición oral se conoce que el general Francisco Ferrera, en el año de 1832, fundó una hacienda de ganado vacuno en el lugar y debido a la fuente de trabajo, hubo migraciones al sitio que poco a poco se fue poblando.
En 1881, fue extinguido el anterior Municipio de Yojoa y quedó figurando como aldea del Municipio de santa cruz de yojoa’’’’’

## Población
Su población actual es de 85.178 habitantes (2015).
| Año  | Hombres | Mujeres | TOTAL |
| ---- | ------- | ------- | ----- |
| 1901 | 1333    | 1263    | 2596  |
| 1905 | 1148    | 1183    | 2331  |
| 1910 | 1138    | 1159    | 2297  |
| 1916 | 1390    | 1355    | 2745  |
| 1926 | 972     | 1935    | 2907  |
| 1930 | 1895    | 1667    | 3562  |
| 1940 | 2448    | 2123    | 4571  |
| 1945 | 3015    | 2506    | 5521  |
| 1950 | 3984    | 3492    | 7476  |
| 1961 | 7709    | 6866    | 14575 |
| 1974 | 10940   | 10298   | 21238 |
| 1988 | 20800   | 20242   | 41042 |
| 2001 | 30966   | 30495   | 61461 |
| 2013 | 40567   | 42193   | 82760 |

## Economía
Su actividad es agrícola, ganadera y turística.

## Turismo

### Lago de Yojoa
Es el único lago continental de Honduras y que bordea las fronteras de los departamentos de Cortés, Comayagua y Santa Bárbara.

### Central Hidroeléctrica Francisco Morazán "El Cajón"
Es la represa más grande de Centroamérica.

### Zoológico "Joya Grande"
Fue incautado por cuentas ilegales de los dueños, actualmente sigue funcionando en manos de las autoridades.

### Parque Eco Arqueológico "Los Naranjos"
Existen vestigios arqueológicos en el sitio.

### Feria patronal
Su fecha es el 3 de mayo día de la Santa Cruz.

## División Política
Aldeas: 48 (2013)
Caseríos: 309 (2013)
| Código | Aldea                     |
| ------ | ------------------------- |
| 051001 | Santa Cruz de Yojoa       |
| 051002 | Achiotal                  |
| 051003 | Agua Azul Rancho          |
| 051004 | Agua Azul Sierra          |
| 051005 | Buena Vista               |
| 051006 | Campo Llano               |
| 051007 | Campo Olivo               |
| 051008 | Casas Viejas              |
| 051009 | Concepción                |
| 051010 | Cordoncillo               |
| 051011 | El Cacao                  |
| 051012 | El Changuitón             |
| 051013 | El Edén                   |
| 051014 | El Jaral                  |
| 051015 | El Llano                  |
| 051016 | El Olivar                 |
| 051017 | El Plan Grande            |
| 051018 | El Tigre                  |
| 051019 | El Zapote                 |
| 051020 | La Barca                  |
| 051021 | La Ceibita                |
| 051022 | La Danta                  |
| 051023 | La Estribana              |
| 051024 | La Guama                  |
| 051025 | La Jutosa                 |
| 051026 | La Laguna                 |
| 051027 | La Quesera o El Paraíso   |
| 051028 | Las Cañas                 |
| 051029 | Las Delicias              |
| 051030 | Las Marías                |
| 051031 | Los Caminos               |
| 051032 | Los Mangos                |
| 051033 | Los Naranjos              |
| 051034 | Montaña de la Reina       |
| 051035 | Monte Verde               |
| 051036 | Nueva Esperanza           |
| 051037 | Oropéndolas               |
| 051038 | Peña Blanca               |
| 051039 | Pinolapa                  |
| 051040 | Pueblo Quemado            |
| 051041 | San Antonio               |
| 051042 | San Isidro                |
| 051043 | San José de Balincito     |
| 051044 | San Luis de Zacatales     |
| 051045 | Santa Elena               |
| 051046 | Terreritos de la Libertad |
| 051047 | Victoria                  |
| 051048 | Yojoa                     |